# إروين كروغل
إروين كروغل (30 أبريل 1912 – 1996) هو مبارز بالسيف ألماني راحل، مثّل بلاده في الألعاب الأولمبية الصيفية 1952.

## روابط خارجية
إروين كروغل على موقع أوليمبيديا (الإنجليزية)